# Polichno
Polichno (em húngaro: Parlagos) é um município da Eslováquia, situado no distrito de Lučenec, na região de Banská Bystrica. Tem 11,07 km² de área e sua população em 2018 foi estimada em 133 habitantes.

## Demografia
| Ano:        | 1994 | 2004    | 2014   | 2024    |
| ----------- | ---- | ------- | ------ | ------- |
| Broj ljudi: | 123  | 149     | 140    | 124     |
| Razlika:    |      | +21,13% | -6,04% | -11,42% |

| Ano:               | 2023 | 2024 |
| ------------------ | ---- | ---- |
| Número de pessoas: | 124  | 124  |
| Diferença:         |      | +0%  |